# Wachterliedplantsoen

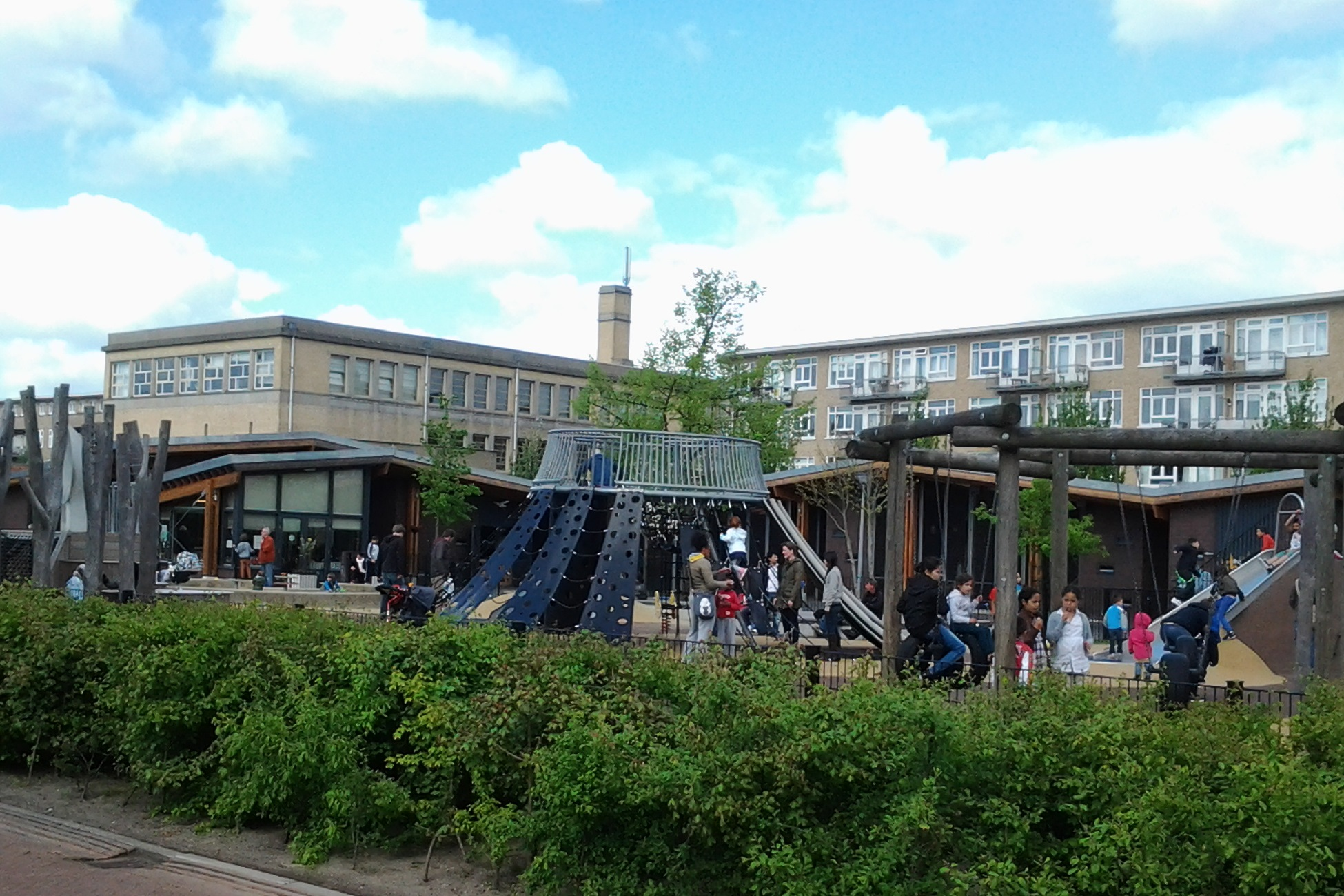
speeltuin, met daarachter het "paviljoen"

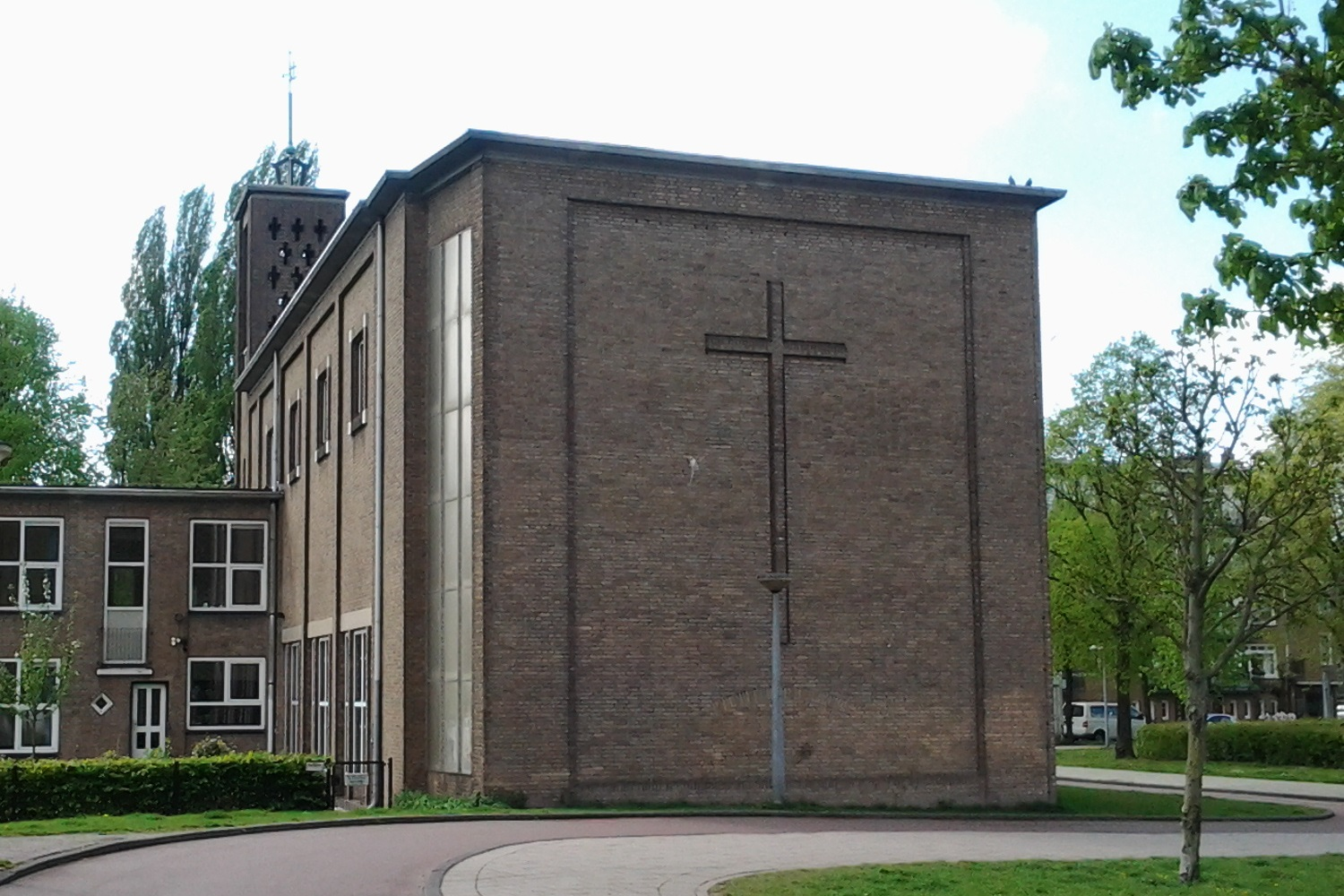
Augustanakerk, gezien vanaf het plantsoen

Het Wachterliedplantsoen is een plantsoen in het Amsterdamse stadsdeel West liggende wijk Bos en Lommer. Het plantsoen dat begin jaren 1950 tot stand kwam, ligt tussen de Egidiusstraat (west), de Reinaert de Vosstraat (noord), de Heer Halewijnstraat (oost) en de Erasmusgracht (zuid). Er is een voetgangersbrug over de gracht naar het Erasmuspark.
In 2010 is het plantsoen volledig gerenoveerd en opnieuw beplant. Hierbij is rekening gehouden met de wensen van de omwonenden. Het plantsoen is ingericht als een "vulkaanlandschap" met verscheidene heuveltjes. Ook kwam er een nieuw verenigingsgebouw (het Wachterliedpaviljoen) voor de buurt, een kinderboerderij, een speeltuin en enkele sportveldjes. Ook werd het zitmeubilair volledig vernieuwd en zodanig geplaatst dat ouders hun kinderen in de speeltuin goed in de gaten kunnen houden.
Ten zuidwesten van het plantsoen staat de protestantse Augustanakerk.
Het plantsoen is vernoemd bij een gemeenteraadsbesluit van 26 juli 1939 naar de wachterliederen, een laatmiddeleeuws soort minnelied waarbij afscheid genomen werd door de waarschuwende wachter op een muur van een minnend paar.